# Sommerein (Austria)
Sommerein – gmina targowa w Austrii, w kraju związkowym Dolna Austria, w powiecie Bruck na der Leitha. Liczy 1 922 mieszkańców (1 stycznia 2014).